# Semana lemuyana
La Semana lemuyana es un festividad realizada todos los años, en los meses de enero y febrero, en la localidad de Puqueldón, en la isla Lemuy, archipiélago de Chiloé, Chile. En ella, se llevan a cabo espectáculos musicales y exposiciones de productos artesanales típicos de la zona. También, se han organizado campeonatos de fútbol.